# Nymphalis chosenessa
Nymphalis chosenessa är en fjärilsart som beskrevs av Felix Bryk 1946. Nymphalis chosenessa ingår i släktet Nymphalis och familjen praktfjärilar. Inga underarter finns listade i Catalogue of Life.